# Vũ Văn Hư Trung
Vũ Văn Hư Trung 宇文虚中 (1079-1146) là nhà thơ, nhà ngoại giao, gián điệp thời Tống; Kim, tự là Thúc Thông 叔通， biệt hiệu Long Khê 龙溪. Người Hoa Dương, Thành Đô (nay là Thành Đô, Tây Xuyên).
Ông đỗ Tiến sĩ năm thứ 3 (1109) đời Tống Huy Tông Bắc Tống và làm quan đến Đại học sĩ Tư Chính Điện. Sau khi nhà Tống rời khỏi phía Nam, ông nhận chức Hoàng môn thị lang.
Đến niên hiệu Kiến Viêm năm thứ hai (1128) đời Tống Cao Tông, Vũ Văn Hư Trung đi sứ sang Kim, và bị vua Kim Thái Tông nước Kim giam lỏng. Sau khi được trả tự do, ông làm quan nước Kim là Lễ bộ Thượng thư rồi Hàn lâm học sĩ, phong làm Khai quốc công quận Hà Nội và được tôn làm "Quốc sư". Tuy nhiên ông là gián điệp của vua Tống Cao Tông, sang nước Kim là để tìm cách cứu hai vua Tống Huy Tông và Tống Khâm Tông về, đồng thời báo cáo mọi thông tin của nước Kim cho nhà Tống biết.
Năm 1140 Nhạc Phi bắc phạt nước Kim, vây Ngột Truật ở Biện Kinh, có sai người đi liên hệ với Hư Trung (hiện đang làm Quốc sư ở nước Kim), nhờ Hư Trung chuẩn bị làm binh biến tiêu diệt vua Kim Hi Tông ở kinh đô nước Kim để Ngột Truật phải bỏ Biện Kinh chạy về bắc, rồi Nhạc Phi sẽ chặn đánh giữa đường tiêu diệt Ngột Truật. Vũ Văn Hư Trung nghe theo Nhạc Phi, chuẩn bị ngày giờ khởi sự. Tuy nhiên, gián điệp của nước Kim đang ở nhà Tống là Tần Cối gièm pha khiến vua Tống Cao Tông gọi Nhạc Phi về.  Hư Trung ở kinh đô nước Kim cũng phải dừng kế hoạch làm binh tiêu diệt vua Kim Hi Tông.
Năm thứ sáu (1146) niên hiệu Hoàng Thống nhà Kim, Hư Trung bí mật âm mưu chính biến để mang Tống Khâm Tông Triệu Hằng trở về Nam. Sự việc thất bại, vua Tống Cao Tông nghe theo Tần Cối mang cả nhà Hư Trung dâng cho nước Kim. Kết cục cả nhà ông bị nước Kim giết. 
Tác phẩm của Vũ Văn Hư Trung thời ông còn ở Nam Tống số lượng không nhiều. Nhưng ngược lại, trong thời gian bị giam lỏng ở Nước Kim tác phẩm của ông vô cùng phong phú và chan chứa tinh thần yêu nước. Thơ ông hiện còn khoảng 50 bài và có một số bài từ (2 bài) thể hiện nỗi nhớ cố quốc khôn nguôi. 